# Anskar-Kirche

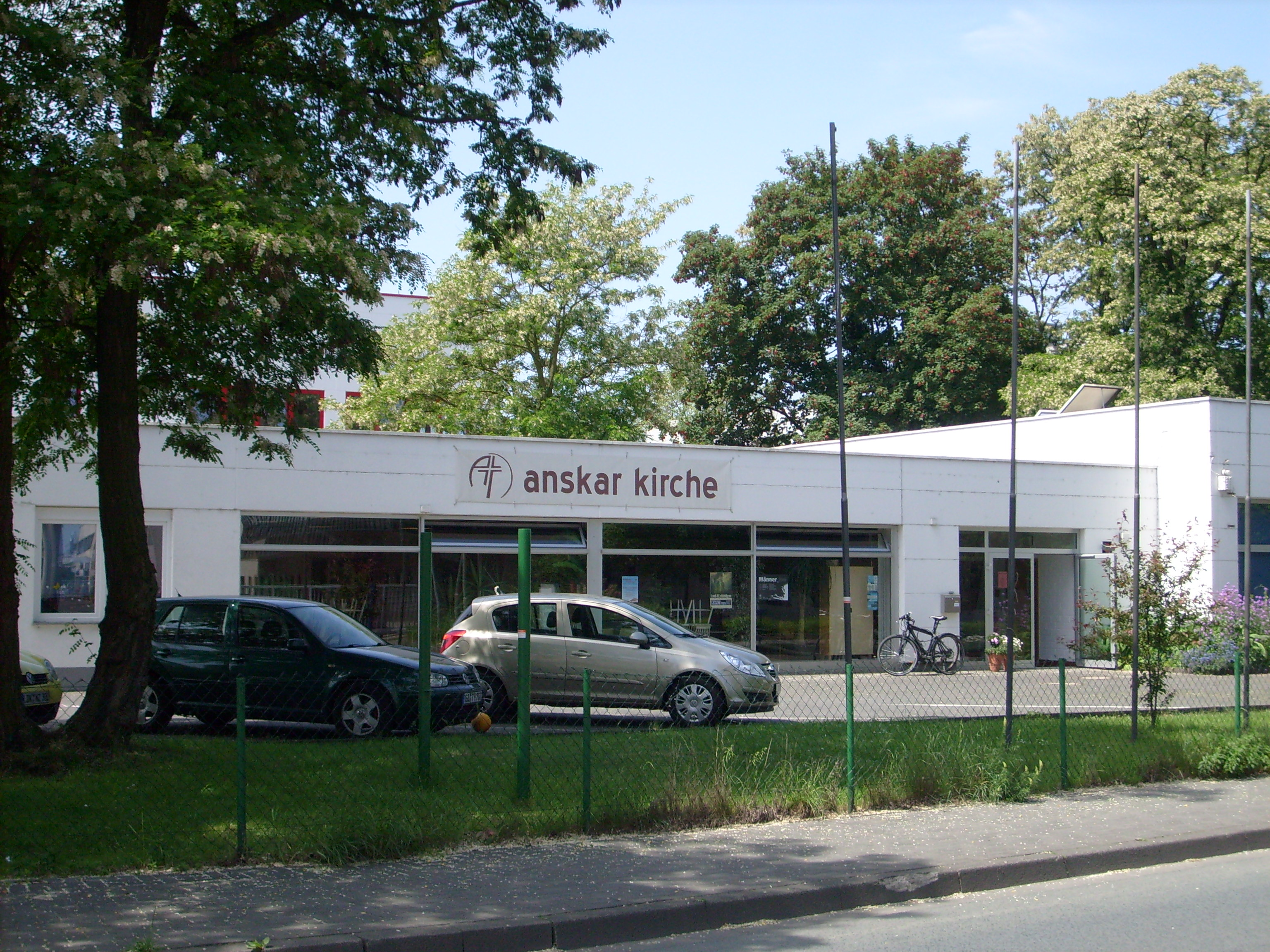
Anskar-Kirche i Wetzlar.

Anskar-Kirche är ett evangelikalt och karismatiskt kristet trossamfund i Tyskland, grundat av den lutherske prästen Wolfram Kopfermann.
Kopfermann hade under sin tid som präst i St. Peterskyrkan, Hamburg berörts av den karismatiska väckelsen inom Tysklands evangeliska kyrka och grundade 1978 Geistlichen Gemeindeerneuerung (GGE), en förnyelserörelse som påminner om den svenska Oasrörelsen.
Så småningom upplevde han att det blev för trångt att verka inom den evangeliska kyrkan och grundade 1988 Ansgar-kyrkan i Hamburg, uppkallad efter Nordens apostel och Hamburgs förste ärkebiskop. Kopfermann hänvisade till att Ansgar i sin tjänst bejakade och använde sig av andliga gåvor som omnämns i Nya testamentet, bland annat helandegåvan, och att han vägleddes av andliga uppenbarelser och visioner, att han uppvisade andligt mod och ivrade för mission. Något som man även önskade skulle känneteckna den nya kyrkan.
Inledningsvis kallade sig den nya kyrkan fortsatt för luthersk men efterhand kom man att anamma en baptistisk dopsyn.
Idag består kyrkan av sex församlingar och fler församlingsplanteringar planeras. Den scoutliknande barn- och ungdomsverksamheten är en del av internationella Royal Rangers.
I samband med kyrkans 25-årsjubileum 2013 avgick den då 75-årige grundaren Wolfram Kopfermann och överlämnade ledarskapet för Anskar-Kirche till teologen Tillmann Krüger.

## Ekumenik
Anskar-Kirche är ekumeniskt sinnad och tillhör Vereinigung Evangelischer Freikirchen och Arbeitsgemeinschaft Christlicher Kirchens (ACK) regionala råd i Hessen-Rheinhessen. Tillmann Krüger är engagerad i tyska Evangeliska alliansen och ingår i ledningen för dennas arbetsgrupp för evangelikal teologi.